# 波食窪
波食窪（はしょくくぼ、はしょくおう）は、波の侵食作用によって海食崖の下部の海面付近に形成される、奥行きより幅が大きい窪み、あるいは、高さより幅が大きい窪みを指す。
「海食窪」、あるいは、英語由来の「ノッチ（notch）」、「波食ノッチ」という表現で言及されることもある。
波食棚や海食洞などと同様に、岩石海岸において侵食によって形成される微地形のひとつである。波食窪が発達すると波食棚が形成され、また、波食窪の上部の海食崖が崩落し、崖が徐々に後退することになるが、石灰岩や、花崗岩などの硬い岩は比較的崩落しにくいため、しばしば特異な形状の岩塊が形成され、「奇岩」として観光名所となることがある。
|  | - 波食窪の例 |